# Vodňanská (Prachatice)

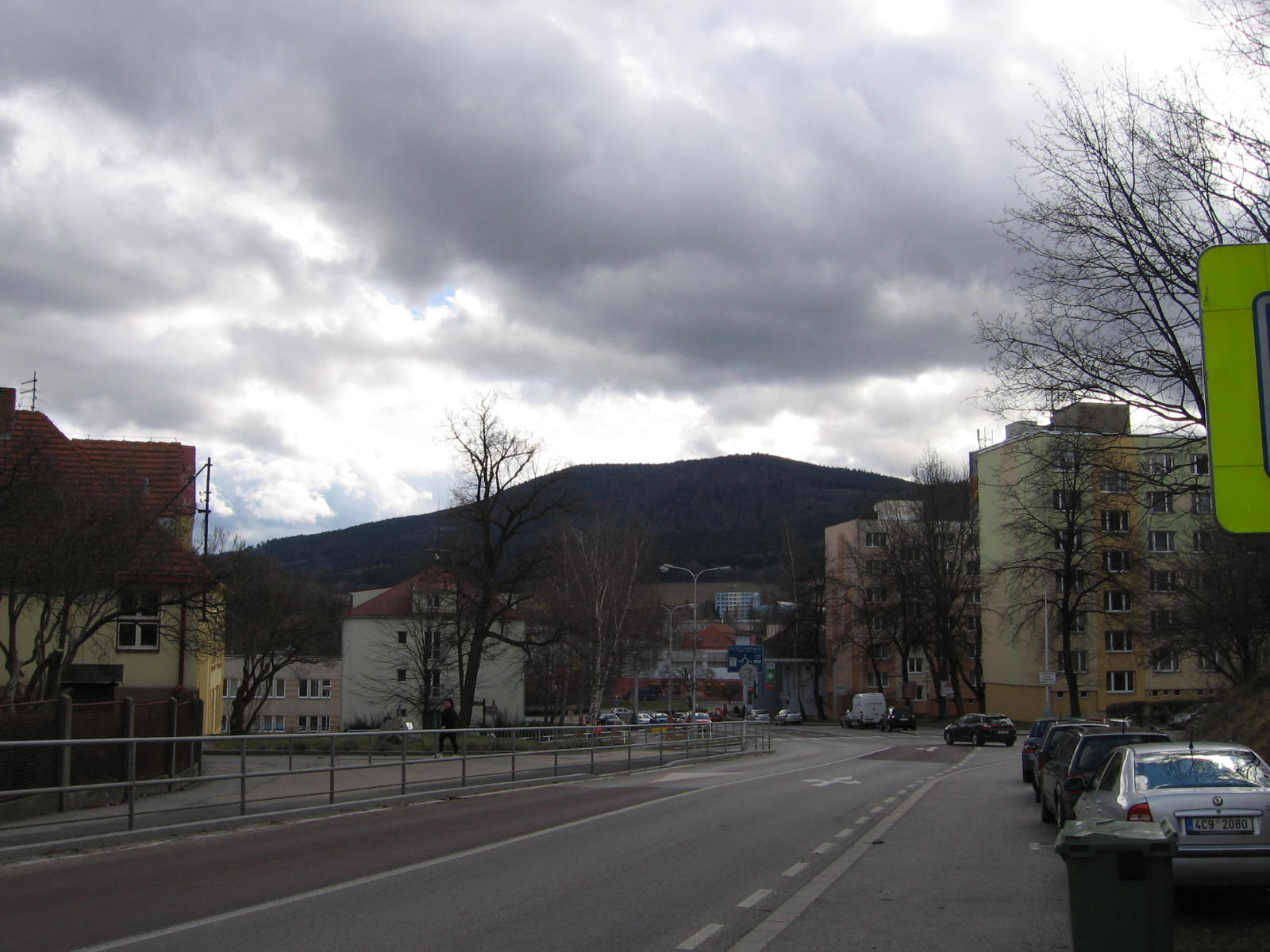
Ulice v blízkosti místní školy

Vodňanská ulice se nachází v jihočeském městě Prachatice, v lokalitě východně od historického jádra města. Směřuje od Malého náměstí na severní okraj města, k silnici č. 141, vedoucí do Vodňan. Podle tohoto směru má také ulice své jméno. Spojuje střed města se Starými Prachaticemi a Ostrovem.

## Historie
Tato ulice vznikla v souvislosti s rozvojem prachatických předměstí (Dolního předměstí) v 19. století. Je zaznamenána na mapě města z roku 1837, vedena byla podle původní cesty směrem do Vodňan. V době existence meziválečného Československa zde byla vybudována i škola a také budova, která dnes slouží jako Státní okresní archiv Prachatice.
Na konci 50. let 20. století bylo rozhodnuto o radikální přestavbě tzv. Dolního předměstí a stržení celé řady budov. Z jižní strany Vodňanské ulice proto zmizely původní bloky domů a nahradilo je panelové sídliště s názvem Pod hradbami, kterému dominuje jedenáctipatrový věžový dům. Později byla původní zástavba nahrazována dalšími novějšími stavbami, jakými byl např. i sekretariát KSČ v 70. letech či obchodní centrum Libín, které se nachází na samém rozhraní původního předměstí a historického centra města. Zbourání původních budov bylo schváleno v roce 1965, jednalo se o domy č. 53, 54, 55 a 56. Strženy byly v letech 1982 a 1983.
V květnu 1981 byl v této ulici odhalen také pomník Klementa Gottwalda, který se nacházel v blízkosti budovy stranického sekretariátu. Po roce 1989 byl památník odstraněn.

## Budovy
- Obchodní centrum Libín
- Finanční úřad
- Bývalý sekretariát KSČ
- Budova Komerční banky
- Základní škola Prachatice, Vodňanská 287
- Státní okresní archiv Prachatice
- Kostel svatého Petra a Pavla (Prachatice)